# Yahiro Kazama
Yahiro Kazama (Prefectura de Shizuoka, Japó, 16 d'octubre de 1961) és un exfutbolista japonès que va disputar 19 partits amb la selecció japonesa.